# Alberto III, Duque da Saxónia
Alberto, o Corajoso ("Animosus") (Grimma, 27 de janeiro de 1443 – Emden, 12 de setembro de 1500) foi um duque do Eleitorado da Saxônia, governador da Frísia e fundador da linhagem albertina da dinastia Wettin. Na qualidade de marquês de Meissen, ele recebeu também o título de Alberto III.

## Vida
Membro da dinastia Wettin, foi o quarto dos oito filhos de Frederico II (1412-1464 Lípsia) o Plácido, der Sanftmuetige, duque-eleitor de Saxe e C palatino de Saxe 1428, landgrave de Turíngia, marquês da Mísnia em 1440, e de sua esposa, Margarida da Áustria ou de Habsburgo (1416-1486) filha de Ernesto, Duque da Áustria.
Apelidado o Intrépido, o corajoso, o Bravo  - foi co-eleitor da Saxônia, co-Conde palatino da Saxônia e co-marquês da Mísnia de 1464 a 1485, co-marquês da Turíngia de 1482 a 1485, marquês da Mísnia ou Meissen de 1485 a 1500, quando recebeu a Mísnia e a  Turíngia do Norte. Em  1485 foi nomeado stathouder dos Países Baixos de 1488 a 1492. Duque de Saxe 1464.
Governou com seu irmão Ernesto; mas depois da partilha de 1485 recebeu a Mísnia ou Meissen, em alemão, doravante apanágio da linha Albertina, que assim foi chamada sua descendência.
Em 1498, recebeu o governo hereditário da Frísia. Em Maastricht, em 14 de fevereiro de 1499, Alberto deixou estabelecida a sucessão de suas propriedades e terras e tentou evitar partilhas futuras.

## Casamento
Em Eger, em 1459, casou com a princesa Sidônia de Poděbrady (1449-1510), filha do rei Jorge de Poděbrady. Tiveram nove filhos, dos quais quatro morreram cedo.
- Catarina, Arquiduquesa da Áustria ((Mísnia, de 24 de julho de 1468 – Gotinga, 10 de fevereiro de 1524), casou-se, primeiramente, em 24 de fevereiro de 1484, em Innsbruck, com o Duque Jacó, da Áustria, e pela segunda vez, em 1497, com o Duque Érico I de Brunsvique-Calenberg
- Jorge "O Barbudo" (Mísnia, 27 de agosto de 1471 – Dresden, 17 de abril de 1539)
- Henrique IV da Saxônia (Dresden, 16 de março de 1473 – Dresden, 8 de agosto de 1541)
- Frederico da Saxônia (Torgau, 26 de outubro de 1474 – Rochlitz, 14 de dezembro de 1510), Grão-Mestre dos Cavaleiros Teutônicos
- Ana (Dresden, 3 de agosto de 1478 – Dresden, 1479)
- Filho natimorto (1479)
- Luís (Torgau, 28 de setembro de 1481 – Torgau, 1498)
- João (Torgau, 24 de junho de 1484 - Torgau, 1484)
- João (Torgau, 2 de dezembro de 1498 – Torgau, 1498)[1]